# Euselasia inini
Euselasia inini is een vlindersoort uit de familie van de prachtvlinders (Riodinidae), onderfamilie Euselasiinae.
Euselasia inini werd in 1996 beschreven door Brévignon.